# Amerikaanse volkstelling 2020

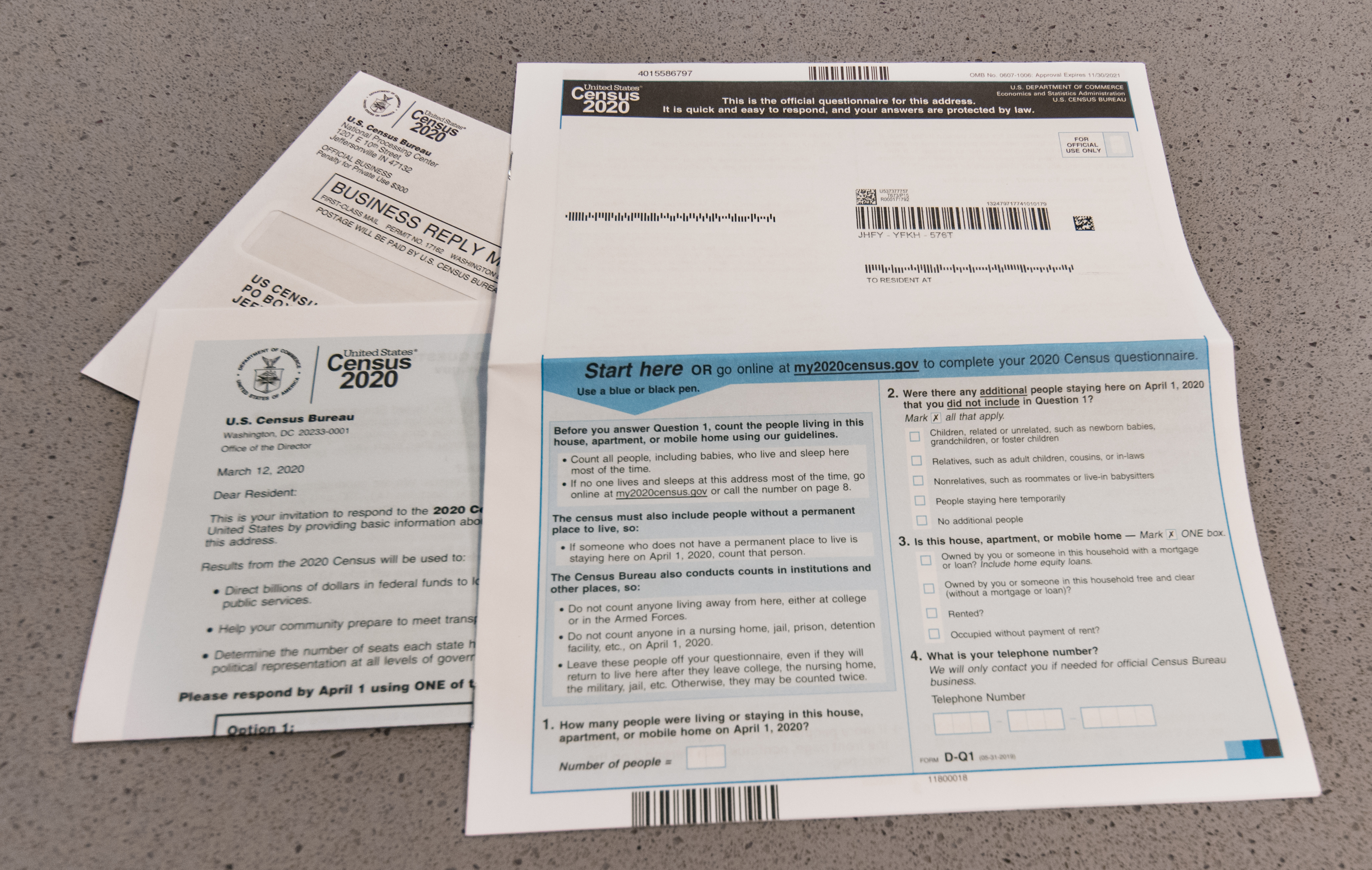
Een exemplaar van de vragenlijst

De Amerikaanse volkstelling van 2020 (Engels: United States Census 2020 of 2020 Census) is de 24e tienjaarlijkse volkstelling (United States Census) in de Verenigde Staten, uitgevoerd door het United States Census Bureau, zoals voorzien door de grondwet. De referentiedatum is 1 april 2020. De volkstelling van 2020 was de eerste waarbij respondenten niet enkel met een papieren formulier maar ook online en per telefoon konden antwoorden. De organisatie ondervond ernstige moeilijkheden door de coronacrisis.
Vooraf was er controverse over het al dan niet toevoegen van een vraag die peilt naar het staatsburgerschap van inwoners; de Republikeinen ijverden hiervoor terwijl tegenstanders opwierpen dat dit tot onderrapportering van migranten zou leiden. Er volgden rechtszaken in drie staten. Uiteindelijk werd de vraag niet opgenomen.
De resultaten dienen voor allerlei doeleinden, waaronder het toewijzen van zetels in het Huis van Afgevaardigden (reapportionment). De eerste verkiezingen waarvoor de volkstelling gevolgen had waren de Congres- en Senaatsverkiezingen van 2022. De eerste presidentsverkiezingen waarvoor het gevolgen heeft, zijn die van 2024.

## Reapportionment en redistricting
Op 26 april 2021 werd bekendgemaakt welke staten zetels winnen en verliezen vanaf 2023:
| +2               | +1                                                            | Geen verandering | −1                                                                                         |
| ---------------- | ------------------------------------------------------------- | ---------------- | ------------------------------------------------------------------------------------------ |
| 1. Texas         | 1. Colorado 2. Florida 3. Montana 4. North Carolina 5. Oregon | (37 staten)      | 1. Californië 2. Illinois 3. Michigan 4. New York 5. Ohio 6. Pennsylvania 7. West Virginia |
| +2               | +5                                                            |                  | −7                                                                                         |
| +7 nieuwe zetels | +7 nieuwe zetels                                              |                  | −7 verloren zetels                                                                         |

In alle staten met meer dan één zetel wordt na de volkstelling een proces in gang gezet om de congresdistricten en andere kiesdistricten te hertekenen (redistricting).